# Kuronezumia
A Kuronezumia a sugarasúszójú halak (Actinopterygii) osztályának a tőkehalalakúak (Gadiformes) rendjébe, ezen belül a hosszúfarkú halak (Macrouridae) családjába tartozó nem.

## Rendszerezés
A nembe az alábbi 5 faj tartozik:
- Kuronezumia bubonis (Iwamoto, 1974) - típusfaj
- Kuronezumia leonis (Barnard, 1925)
- Kuronezumia macronema (Smith & Radcliffe, 1912)
- Kuronezumia paepkei Shcherbachev, Sazonov & Iwamoto, 1992
- Kuronezumia pallida Sazonov & Iwamoto, 1992